# Jan Carel Smissaert
Jan Carel Smissaert, né le 11 juin 1744 à Rhenen et mort le 4 août 1808 à Amsterdam, est un homme politique et administrateur néerlandais.

## Biographie
Smissaert sort diplômé en droit de l'université d'Utrecht en 1763. En juillet de cette année, il s'installe comme avocat dans cette ville. Investi dans la vie de sa commune, il devient, à partir de 1775, échevin et trésorier de la ville d'Utrecht. De 1776 à 1781, il est capitaine de la schutterij De Zwarte Knechten. Ayant joué un rôle actif lors de la Révolution batave de 1780-1787 aux côtés des patriotes, il est condamné à l'exil perpétuel et ses biens sont confisqués après la restauration orangiste de septembre 1787. 
Installé à Harderwijk, en province de Gueldre, il se lie aux milieux révolutionnaires locaux et rentre au conseil municipal provisoire lors des événements de janvier 1795. En 1796, il est nommé secrétaire général du comité du commerce des Indes orientales, chargé de régler les actifs de la Compagnie néerlandaise des Indes orientales. Le 29 juillet, il est élu député à l'Assemblée nationale batave, en remplacement de Cornelis Willem de Rhoer, nommé au comité de rédaction de la constitution de la République batave.
En 1806, lorsque Louis Bonaparte devient roi de Hollande, le comité des Indes orientales, rebaptisé comité asiatique en 1800, est dissous. Smissaert est alors nommé secrétaire général du ministère du Commerce et des Colonies.